# Ланцюговий пес (фільм, 2010)
«Ланцюговий пес» (англ. Junkyard Dog) — американський трилер 2010 року.

## Сюжет
Серійний маніяк-канібал викрадає свою десяту жертву в ніч на Хелловін. Одра Бакмен усіма силами намагається вижити в полоні ґвалтівника. Єдиною надією Одри на порятунок з пекла стає Саманта Детередж, блискучий агент ФБР, яка самотужки намагається врятувати зниклу дівчину.

## У ролях
- Вівіка А. Фокс — Саманта Детередж
- Інніс Кейсі — JYD
- Бред Дуріф — шериф Голк
- Джон Капелос — Хеллерман
- Галадріель Стінман — Одра
- Джейд Шапіро — Джейд
- Джеррі Фостер — старий
- Малік Девіс — репортер Корбін Едвардс
- Джорджія Саймон — мати Одраи
- Голлівуд Херд — байкер
- Макс Перлман — Лейні
- Д.Дж. Баріларі — батько JYD
- Аманда Пейдж Корнетт
- Мартін Ласкано — грає самого себе — Dares
- Челсі Мінтон — молода жінка
- Ерік Норвіц — прокурор
- Бен Петерсон — грає самого себе — Dares
- Метт Петерсон — грає самого себе — Dares
- Брендон Шапіро — брат Джейда
- Марісса Вебер — секретар